# Episodi di Fargo (seconda stagione)
La seconda stagione della serie televisiva Fargo, composta da dieci episodi, è stata trasmessa dal canale statunitense FX dal 12 ottobre al 14 dicembre 2015.
In Italia, la stagione è andata in onda in prima visione sul canale satellitare Sky Atlantic dal 22 dicembre 2015 al 16 febbraio 2016. I primi due episodi erano stati presentati in anteprima al Festival del Cinema di Roma nel mese di ottobre 2015. È stata trasmessa in chiaro dal 10 febbraio al 13 aprile 2016 su RSI LA1 in Svizzera e dal 30 settembre al 28 ottobre 2016 su Rai 4 in Italia.
Il cast principale di questa stagione è composto da Kirsten Dunst, Patrick Wilson, Jesse Plemons, Jean Smart e Ted Danson.
| n° | Titolo originale                 | Titolo italiano       | Prima TV USA     | Prima TV Italia  |
| -- | -------------------------------- | --------------------- | ---------------- | ---------------- |
| 1  | Waiting for Dutch                | Aspettando Dutch      | 12 ottobre 2015  | 22 dicembre 2015 |
| 2  | Before the Law                   | Davanti alla legge    | 19 ottobre 2015  | 22 dicembre 2015 |
| 3  | The Myth of Sisyphus             | Il mito di Sisifo     | 26 ottobre 2015  | 29 dicembre 2015 |
| 4  | Fear and Trembling               | Paura e brivido       | 2 novembre 2015  | 5 gennaio 2016   |
| 5  | The Gift of the Magi             | Il dono dei Magi      | 9 novembre 2015  | 12 gennaio 2016  |
| 6  | Rhinoceros                       | Rinoceronte           | 15 novembre 2015 | 19 gennaio 2016  |
| 7  | Did You Do This? No, You Did It! | Sei stato tu? No, tu! | 23 novembre 2015 | 26 gennaio 2016  |
| 8  | Loplop                           | Loplop                | 30 novembre 2015 | 2 febbraio 2016  |
| 9  | The Castle                       | Il castello           | 7 dicembre 2015  | 9 febbraio 2016  |
| 10 | Palindrome                       | Palindromo            | 14 dicembre 2015 | 16 febbraio 2016 |

## Aspettando Dutch
- Titolo originale: Waiting for Dutch
- Diretto da: Michael Uppendahl e Randall Einhorn
- Scritto da: Noah Hawley

### Trama
Minnesota, 1979. La famiglia criminale Gerhardt, guidata da Otto Gerhardt, il quale ne ereditò il comando dal padre che l'aveva fondata nel 1931, controlla la maggior parte dei traffici illeciti nel midwest settentrionale. Otto gestisce gli affari con l'aiuto della moglie Floyd e dei figli Dodd, Bear e Rye, fino a quando, mentre la famiglia è chiamata ad affrontare difficoltà economiche, accusa un ictus debilitante, lasciando incertezze su chi assumerà il comando. Rye Gerhardt, che vive nell'ombra dei fratelli più grandi, vuole dimostrare il suo valore tentando di mettere le mani sulla distribuzione di un nuovo modello di macchine per scrivere, la IBM Selectric II. Per averlo, deve perdonare alcuni debiti di gioco e convincere una giudice a sbloccare alcuni conti bloccati. Un maldestro approccio con tale giudice si trasforma presto in tragedia quando, frustrato dalle sue risposte dure, la uccide in un locale pubblico di Luverne, nel quale per non lasciare testimoni uccide anche gli altri presenti: un cuoco e una cameriera. Esce insanguinato dal locale e dopo aver dato il "colpo di grazia" alla cameriera, è distratto da un UFO, facendosi così investire da una macchina in transito. Alla guida vi è Peggy Blumquist, un'estetista di provincia che, presa dal panico, guida fino a casa con il corpo ferito di Rye incastrato nel parabrezza, preparando poi la cena al marito Ed, macellaio, come se niente fosse. Quando Ed ritorna a casa, si accorge della presenza di Rye che, ripreso conoscenza e in stato di shock, lo aggredisce. Ed lo uccide difendendosi, e viene poi convinto dalla moglie a nascondere il corpo e non avvisare le autorità. Tra i primi soccorritori sulla scena del crimine vi è il detective della polizia di stato Lou Solverson, il quale decide tuttavia di lasciare la competenza delle indagini alla polizia locale, il cui sceriffo è anche suo suocero.
Nel frattempo, la mafia di Kansas City approva il piano di espansione di uno dei suoi esponenti, Joe Bulo, il quale intende assorbire le attività dei Gerhardt.
- Guest star: Cristin Milioti (Betsy Solverson), Jeffrey Donovan (Dodd Gerhardt), Bokeem Woodbine (Mike Milligan), Brad Garrett (Joe Bulo), Mike Bradecich (commerciante macchine per scrivere), Nick Offerman (Karl Weathers), Kieran Culkin (Rye Gerhardt), Ann Cusack (giudice Irma Mundt), Michael Hogan (Otto Gerhardt), Zahn McClarnon (Ohanzee Dent), Angus Sampson (Bear Gerhardt).

## Davanti alla legge
- Titolo originale: Before the Law
- Diretto da: Noah Hawley
- Scritto da: Noah Hawley

### Trama
Joe Bulo, insieme al suo braccio destro Mike Milligan, portano a conoscenza i Gerhardt dei piani di espansione della mafia di Kansas City. Floyd, che assume il comando della famiglia mettendo a tacere il figlio maggiore Dodd, impaziente di sostituire il padre e non intenzionato a seguire i piani della madre, è propensa ad accettare l'offerta di acquisizione, sia per evitare una guerra che per dare sollievo alle finanze della famiglia. Nel frattempo, cercano di trovare lo scomparso Rye, il quale viene macellato da Ed per facilitarne l'occultamento. I coniugi Blumquist restano infatti intenzionati a portare avanti normalmente le loro vite, come se nulla fosse successo, sperando di evitare di essere scoperti. Intanto, Lou Solverson, dopo l'identificazione del giudice tra le vittime, decide di chiedere che la polizia di stato, di cui fa parte, sia coinvolta nelle indagini, iniziando quindi a collaborare con lo sceriffo Hank Larsson. Dopo essere ritornato sulla scena del massacro, nota, con il fortuito aiuto della moglie, alcuni dettagli sfuggiti il giorno precedente, rinvenendo anche la pistola dell'omicida.
- Guest star: Cristin Milioti (Betsy Solverson), Jeffrey Donovan (Dodd Gerhardt), Bokeem Woodbine (Mike Milligan), Brad Garrett (Joe Bulo), Mike Bradecich (commerciante macchine per scrivere), Elizabeth Marvel (Constance Heck), Kieran Culkin (Rye Gerhardt), Zahn McClarnon (Ohanzee Dent), Angus Sampson (Bear Gerhardt), Michael Hogan (Otto Gerhardt), Rachel Keller (Simone Gerhardt).

## Il mito di Sisifo
- Titolo originale: The Myth of Sisyphus
- Diretto da: Michael Uppendahl
- Scritto da: Bob DeLaurentis

### Trama
Lou Solverson va a Fargo per aggiornarsi con i colleghi della polizia della città, coinvolti nel caso in quanto la giudice uccisa era lì residente. Appena incontrato il detective Ben Schmidt, gli annuncia che sulla pistola trovata sulla scena del crimine è stata rinvenuta l'impronta di Rye Gerhardt. Schmidt spiega quindi come questo renderà le indagini più complicate, essendo i Gerhardt noti criminali. Quando entrambi si recano nella loro tenuta vengono infatti accolti rudemente, con i proprietari tutt'altro che inclini a collaborare. Precedentemente si erano casualmente imbattuti in Skip Sprang, il commerciante di macchine per scrivere che era in affari con Rye, mentre in seguito Lou incontra Mike Milligan e i suoi uomini, con cui vive nuovi momenti di tensione, nel negozio di Sprang, in cui si era recato per approfondire i motivi del suo atteggiamento sospetto durante il primo incontro. Skip, nel frattempo, si era recato personalmente in cerca di Rye nel suo appartamento, trovando la nipote e lo scagnozzo di Dodd. Dodd avrà poi modo di interrogarlo in cerca di informazioni sul fratello, ma deluso dalle sue risposte lo fa uccidere. Intanto, Peggy e Ed simulano un incidente per giustificare i danni alla propria macchina.
- Guest star: Cristin Milioti (Betsy Solverson), Jeffrey Donovan (Dodd Gerhardt), Bokeem Woodbine (Mike Milligan), Brad Garrett (Joe Bulo), Mike Bradecich (Skip Sprang), Elizabeth Marvel (Constance Heck), Keir O'Donnell (Ben Schmidt), Michael Hogan (Otto Gerhardt), Rachel Keller (Simone Gerhardt), Zahn McClarnon (Ohanzee Dent), Angus Sampson (Bear Gerhardt).

## Paura e brivido
- Titolo originale: Fear and Trembling
- Diretto da: Michael Uppendahl
- Scritto da: Steve Blackman

### Trama
Ohanzee, uomo di fiducia di Dodd, è in cerca di Rye. Dopo aver trovato nei pressi del locale in cui è avvenuta la sparatoria il frammento di un fanale danneggiato, dove è anche protagonista di un incontro ravvicinato, si reca presso un'officina della zona, nella quale può esaminare la macchina danneggiata di Ed e Peggy. Dopo aver intimidito il garagista Sonny riesce a venire a conoscenza dell'identità del proprietario dell'auto. Viene però allontanato da Karl Weathers, che riferisce poi l'accaduto all'amico Lou. Il detective intuisce quindi che i Blumquist hanno mentito e che con la loro macchina hanno probabilmente investito Rye. Quando però si reca presso la loro abitazione, la coppia continua a mentire pur apprendendo che, oltre della polizia, si dovranno presto preoccupare anche dei Gerhardt. Nel frattempo Peggy, per partecipare ad un corso professionale, in disaccordo con il marito aveva ritirato all'insaputa di lui una somma dal loro conto in banca. Così facendo vengono quindi a mancare ad Ed i soldi necessari per acquistare la macelleria nella quale lavora e con la quale vorrebbe assicurarsi un futuro stabile nella città.
Intanto, Joe Bulo si incontra con Floyd Gerhardt. La donna rifiuta formalmente l'offerta della mafia di Kansas City e propone invece una collaborazione, cedendo solamente parte dell'attività di famiglia. Bulo, tuttavia, appoggiato dai superiori, rifiuta a sua volta la proposta, annunciando un ultimatum per accettare l'offerta iniziale ribassata. In seguito, Floyd, riunendo la famiglia, non avendo l'intenzione di piegarsi alle richieste, chiederà di prepararsi alla guerra.
- Guest star: Cristin Milioti (Betsy Solverson), Jeffrey Donovan (Dodd Gerhardt), Bokeem Woodbine (Mike Milligan), Brad Garrett (Joe Bulo), Nick Offerman (Karl Weathers), Elizabeth Marvel (Constance Heck), Kai Lennox (Kellerman), Michael Hogan (Otto Gerhardt), Rachel Keller (Simone Gerhardt), Zahn McClarnon (Ohanzee Dent), Angus Sampson (Bear Gerhardt).

## Il dono dei Magi
- Titolo originale: The Gift of the Magi
- Diretto da: Jeffrey Reiner
- Scritto da: Matt Wolpert e Ben Nedivi

### Trama
Ohanzee spiega a Floyd che Rye è stato ucciso da un macellaio di Luverne, probabilmente per conto della mafia di Kansas City. Questo malinteso convince la donna a iniziare la guerra prima che altri membri della famiglia diventino nuovi bersagli. Gli uomini dei Gerhardt uccidono quindi diversi esponenti della mafia di Kansas City presenti nella zona, tra cui Joe Bulo, accusando nello scontro vittime anche tra le proprie file. In attesa della risposta di Kansas City viene inoltre mandato un uomo di fiducia, Virgil, con Charlie, il giovane figlio di Bear Gerhardt, ad uccidere Ed. Raggiunto l'uomo in macelleria, entrambi hanno tuttavia difficoltà a completare la missione, con il primo che rimane ucciso e il secondo ferito per mano di Ed, che scampa all'attentato ma vede il suo ambito negozio andare in fiamme. L'uomo si precipita quindi dalla moglie, la quale intanto, dopo essere stata sul punto di lasciare la città senza di lui, si era convinta a restare e piegarsi al sogno del marito di restare in città, per pianificare una fuga. Vengono tuttavia presto raggiunti dalla polizia ancora nella propria abitazione. Nel frattempo, Lou aveva fatto da scorta al candidato alla presidenza degli Stati Uniti Ronald Reagan.
- Guest star: Cristin Milioti (Betsy Solverson), Jeffrey Donovan (Dodd Gerhardt), Bokeem Woodbine (Mike Milligan), Bruce Campbell (Ronald Reagan), Brad Garrett (Joe Bulo), Nick Offerman (Karl Weathers), Elizabeth Marvel (Constance Heck), Keir O'Donnell (Ben Schmidt), Rachel Keller (Simone Gerhardt), Zahn McClarnon (Ohanzee Dent), Angus Sampson (Bear Gerhardt).

## Rinoceronte
- Titolo originale: Rhinoceros
- Diretto da: Jeffrey Reiner
- Scritto da: Noah Hawley

### Trama
Lou porta Ed alla stazione di polizia di Luverne per interrogarlo, lasciando la moglie nelle mani dello sceriffo Hank che la informa che Sonny (il meccanico garagista cui Peggy aveva precedentemente venduto la propria auto) ha dato il consenso affinché sul veicolo vengano fatti accertamenti finalizzati a scovare eventuali tracce di sangue. A Fargo nel frattempo Floyd, appreso dell'arresto di Charlie e del fallito tentativo di uccidere il macellaio manda i figli con i loro uomini a Luverne per liberare il nipote e uccidere l'assassino di Rye. Arrivati a casa di Ed, Hank prova a spiegare loro che il proprietario non è là, essendo stato arrestato, ma gli uomini dei Gerhardt decidono di controllare l'abitazione con la forza. Mentre Dodd e alcuni uomini controllano la casa, venendo poi astutamente fermati da Peggy, gli altri vanno con il fratello Bear a chiedere il rilascio di Charlie. Lou si prepara a barricarsi chiedendo rinforzi, ma riesce a evitare uno scontro a fuoco facendo parlare con i mafiosi l'amico e pubblico avvocato Karl Weathers, che era arrivato in centrale per assistere Ed. Karl riesce a convincere Bear che non sia una scelta saggia far evadere il figlio, aggravando considerevolmente la sua posizione, mentre Lou riesce a far allontanare Ed dalla stazione di polizia scappando assieme a lui a piedi attraverso il bosco. I due intercettano poi un'auto della polizia. Alla guida vi è Hank, ancora stordito da un colpo alla testa infertogli poco prima dagli uomini di Dodd mentre era di presidio alla casa di Peggy e di Ed. Quest'ultimo approfitta di un attimo di disattenzione di Lou per fuggire via correndo, presumibilmente dirigendosi verso casa propria. Lou si mette alla guida dell'auto di Hank per rintracciarlo.  A seguire le orme dell'uomo vi è tuttavia anche l'uomo dei Gerhardt, Ohanzee.
Nel frattempo, Simone, dopo l'ennesimo litigio con il padre Dodd, aveva avvisato delle mosse della famiglia Mike Milligan, con cui aveva iniziato una relazione clandestina nonostante la faida tra le opposte organizzazioni a cui appartengono. La ragazza auspica che l'uomo sfrutti l'occasione per scontrarsi e uccidere il padre, ma Mike ne approfitta invece per attaccare la residenza dei Gerhardt rimasta custodita da poche unità.
- Guest star: Cristin Milioti (Betsy Solverson), Jeffrey Donovan (Dodd Gerhardt), Bokeem Woodbine (Mike Milligan), Nick Offerman (Karl Weathers), Michael Hogan (Otto Gerhardt), Rachel Keller (Simone Gerhardt), Zahn McClarnon (Ohanzee Dent), Angus Sampson (Bear Gerhardt).
- Curiosità: Ed, mentre è ancora nella stazione di polizia interrogato da Lou, racconta con frustrazione di sentirsi come il protagonista del "mito di Sisifo" (di cui aveva letto la storia nel libro della ragazza banconista alla macelleria); curiosamente "il mito di Sisifo" è proprio il titolo del terzo episodio della serie. Mike Milligan recita il Jabberwocky, poesia nonsense scritta da Lewis Carrol per il secondo libro di Alice (Attraverso_lo_specchio_e_quel_che_Alice_vi_trovò). Nella versione in italiano viene utilizzato il testo del Ciarlestrone nella versione di Masolino D’Amico “Era billostro e gli alacridi tossi ...”.

## Sei stato tu? No, tu!
- Titolo originale: Did You Do This? No, You Did It!
- Diretto da: Keith Gordon
- Scritto da: Noah Hawley, Matt Wolpert e Ben Nedivi

### Trama
I Gerhardt seppelliscono Otto (ucciso da Mike Milligan e dai suoi uomini alla fine della puntata precedente) ed in una fossa a fianco anche alcuni effetti personali di Rye. Dopo il veloce funerale alla tenuta dei Gerhardt arrivano Lou e Ben per arrestare Floyd. La donna viene portata nella stazione di polizia di Fargo per essere interrogata dal locale capitano e dallo sceriffo Hank Larsson i quali, dopo aver vinto alcune sue iniziali resistenze, riescono infine a convincerla a collaborare. La donna, in cambio di un'immunità per i suoi figli e nipoti, svela quindi i piani della mafia di Kansas City ed espone alcune tratte clandestine di tale organizzazione. Nel frattempo, Bear scopre la relazione della nipote Simone con Milligan ed uccide la ragazza, giustiziandola dopo averla portata in un luogo appartato.
Mike intanto viene messo sotto pressione dal boss di Kansas City, il quale gli dà un ultimatum di due giorni per liberarsi dei Gerhardt. Trascorso tale periodo viene inviato un rimpiazzo, soprannominato "il becchino", che però viene immediatamente ucciso dallo stesso Mike, con l'intenzione di far ricadere la colpa sui Gerhardt e crearsi una nuova opportunità. Mike riceverà infine una chiamata da Ed Blumquist, ancora in fuga, che annuncia di avere Dodd Gerhardt nel proprio bagagliaio. Sulle sue tracce vi è tuttavia Ohanzee, che in precedenza aveva già contattato la residenza dei Gerhardt affermando di sapere dove si trova Dodd.
Lou dal canto suo, spesso assente da casa in quanto sempre più impegnato nelle indagini, è preoccupato per la moglie Betsy (malata di cancro) e la figlia Molly e chiede quindi all'amico Karl di accudirle. Betsy confida a quest'ultimo di esser convinta che non sta assumendo un vero farmaco bensì un mero placebo. Convinta di avere ancora poco da vivere prega Karl di continuare a badare alla propria famiglia anche dopo la sua inevitabile dipartita. Si reca poi a casa del padre Hank per dar da mangiare al suo gatto e in tale occasione, casualmente, scopre che l'ufficio paterno è interamente cosparso di strani disegni e indecifrabili simboli, rimanendo alquanto interdetta.
- Guest star: Cristin Milioti (Betsy Solverson), Bokeem Woodbine (Mike Milligan), Nick Offerman (Karl Weathers), Keir O'Donnell (Ben Schmidt), Terry Kinney (capitano Gibson), Ryan O'Nan (Ricky G), Rachel Keller (Simone Gerhardt), Angus Sampson (Bear Gerhardt).

## Loplop
- Titolo originale: Loplop
- Diretto da: Keith Gordon
- Scritto da: Bob DeLaurentis

### Trama
La timeline della narrazione riprende dalla fine del penultimo episodio (Rinoceronte, episodio 6) in cui Ed era sfuggito a Lou e Hank.
In fuga dai Gerhardt e dalla polizia Ed rientra a casa propria per raggiungere la moglie Peggy. Scopre che questa è riuscita a sopraffare Dodd e a immobilizzarlo, anche se mostra segni di squilibrio. Ed decide quindi di usare l'intruso come merce di scambio per placare l'ira della famiglia mafiosa, allontanandosi dalla zona con Peggy e con Dodd, utilizzando l'auto di quest'ultimo e riuscendo a fuggire proprio un attimo prima dell'arrivo della polizia. Dopo essersi sistemati in un cottage nei boschi nei pressi di Canistota, nel Dakota del Sud non lontano da Sioux Falls, Ed prova più volte a telefonare da un telefono pubblico alla residenza dei Gerhardt, ma le telefonate vengono respinte. Dopo l'ennesimo tentativo andato a vuoto, dopo aver letto su un articolo di giornale di Mike Milligan e dell'hotel in cui risiede, contatta quest'ultimo, fissando un appuntamento per consegnarglielo. Dodd, tuttavia, approfittando di una Peggy distratta, riesce a liberarsi facendo perdere conoscenza alla donna e provando a impiccare il macellaio al suo ritorno al cottage. Peggy rinviene in tempo per colpire Dodd e salvare il marito, venendo poi interrotti dall'improvviso arrivo di Ohanzee.
Il nativo americano infatti era riuscito a rintracciare il loro nascondiglio dopo aver costretto Constance, la donna con cui Peggy lavorava al salone di bellezza, a farsi dire astutamente dalla collega dove si trova durante una conversazione telefonica. 
Mentre è sulle tracce dei Blumquists, Ohanzee fa tappa in un bar (situato nei pressi del luogo dove nel 1882 furono impiccati 22 indiani Sioux;) dove si imbatte in un gruppo di razzisti, sprezzanti nei confronti dei nativi americani. Ne segue un alterco che sfocia in una sparatoria: Ohanzee ferisce tre avventori gambizzandoli, quindi uccide il barista e due agenti di polizia sopraggiunti a seguito della telefonata da parte dell'esercente. Ohanzee diviene quindi un ricercato e la sua foto segnaletica viene pubblicata su un quotidiano locale.
A sorpresa Ohanzee, dichiarandosi deciso a cambiare vita, uccide Dodd e chiede a Peggy un taglio di capelli professionale. Poco dopo però fanno irruzione Lou Solverson e lo sceriffo Larsson, avvisati dal gestore di una stazione di servizio che aveva loro segnalato la presenza nell'area di Ohanzee dopo averlo riconosciuto dalla foto sul giornale.
L'episodio si chiude con la precipitosa fuga di Ohanzee (che viene anche ferito alla schiena da Peggy con un colpo di forbice) mentre Ed e Peggy alzano le mani in segno di resa a Lou e Hank.
- Guest star: Jeffrey Donovan (Dodd Gerhardt), Bokeem Woodbine (Mike Milligan), Elizabeth Marvel (Constance Heck), Zahn McClarnon (Ohanzee Dent).

## Il castello
- Titolo originale: The Castle
- Diretto da: Adam Arkin
- Scritto da: Noah Hawley e Steve Blackman

### Trama
Gli eventi sono introdotti da una voce fuori campo che ricapitola quanto accaduto finora, come descritto nel libro The History of True Crime in the Mid West, dedicato ai più sanguinosi eventi criminosi nella storia del Midwest. Uno dei più violenti è proprio quello al centro dell'episodio, noto come il "massacro di Sioux Falls".
Ohanzee, in fuga, arriva alla stazione di servizio dove era già stato in precedenza ed uccide il gestore prima che questi riesca a telefonare alla polizia. Va quindi nel retrobottega per disinfettarsi la ferita alla spalla infertagli da Peggy alla fine dell'episodio precedente; poi si impossessa dell'auto della vittima e se ne va.
Ed e Peggy nel frattempo devono spiegare quanto avvenuto alle forze dell'ordine sopraggiunte nel cottage, tra le quali figurano poliziotti di Sioux Falls, di Fargo, lo sceriffo Larsson e Lou Solverson. La polizia locale decide di sfruttare i coniugi Blumquist come esca per incastrare Mike Milligan e arrestare un esponente della mafia di Kansas City, nonostante la contrarietà di Lou che però non ha alcuna autorità in South Dakota, essendo egli giurisdizionalmente competente in Minnesota. In aperto contrasto con gli agenti locali, Lou viene quindi allontanato e scortato fino al confine dello stato, mentre lo sceriffo Hank Larsson decide di rimanere sul posto. Ed e Peggy, convinti a collaborare in cambio di un'imputazione più lieve a loro carico, vengono quindi portati nel Motor Motel di Sioux Falls presso il quale il macellaio aveva fissato l'incontro con Milligan per consegnargli Dodd.
Sul posto è tuttavia presente anche Ohanzee, che osserva tutte le mosse da lontano. L'uomo, dopo aver ucciso Dodd, tradisce anche il resto della famiglia, chiamando i Gerhardt e convincendoli che Dodd sia tenuto prigioniero da Milligan e i suoi uomini nel motel. Floyd, Bear e i loro scagnozzi accorrono quindi in massa, cogliendo di sorpresa i poliziotti, che nel frattempo si erano vestiti in borghese. Nello scontro a fuoco che ne consegue Ohanzee uccide Floyd e diversi altri uomini dei Gerhardt mentre Bear, distratto dall'improvvisa apparizione in cielo di un disco volante, viene ucciso da Lou. Quest'ultimo infatti, dopo aver casualmente scoperto il cadavere del gestore della stazione di servizio e messo a conoscenza via radio della morte violenta di Constance, avendo intuito quanto stava per accadere è sopraggiunto in un secondo momento, contravvenendo all'ordine di lasciare lo stato del South Dakota. In pochi rimangono vivi dopo la sparatoria, in cui rimane ferito anche lo sceriffo Larsson. Mike Milligan arriva solo ed eventi conclusi, constatando il decesso dei Gerhardt ed allontanandosi prima dell'arrivo delle forze dell'ordine a sirene spiegate.
Nel finale, Lou, ignaro del drammatico peggioramento delle condizioni di salute della moglie (alla quale aveva tentato di telefonare senza successo) che intanto aveva perso conoscenza nella sua casa, si mette all'inseguimento di Ohanzee, che a sua volta rincorre Ed e Peggy con l'intenzione di ucciderli.
- Guest star: Cristin Milioti (Betsy Solverson), Bokeem Woodbine (Mike Milligan), Keir O'Donnell (Ben Schmidt), Terry Kinney (capitano Gibson), Wayne Duvall (capitano Jeb Cheney), Ryan O'Nan (Ricky G), Zahn McClarnon (Ohanzee Dent), Angus Sampson (Bear Gerhardt).
- Voce narrante: Martin Freeman.
- Curiosità: in questo episodio l'apparizione di un disco volante risulta fatale a Bear Gerhardt (sta per sopraffare Lou ma l'apparizione del disco volante lo distrae, dando a quest'ultimo la possibilità di ucciderlo); una situazione analoga era già accaduta a un altro membro della famiglia Gerhardt, precisamente a Rye nel primo episodio (Aspettando Dutch), quando dopo aver ucciso la cameriera del Waffle Hut si distrae per la presenza di un UFO finendo investito dall'auto di Peggy, evento che porterà poi alla sua morte.

## Palindromo
- Titolo originale: Palindrome
- Diretto da: Adam Arkin
- Scritto da: Noah Hawley

### Trama
Dopo un inseguimento a piedi nelle strade della città, Ohanzee costringe Ed, dopo avergli sparato ferendolo gravemente, e Peggy a rifugiarsi in un supermercato, dove si barricano in una cella frigorifera. Qui Peggy ha un'allucinazione, sintomo del disagio mentale che sta attraversando: crede che Ohanzee cerchi di stanarli intossicandoli col fumo attraverso il condotto di aerazione (di fatto Peggy crede di sperimentare realmente quanto aveva visto in un film in tv mentre era ancora nel cottage a Canistota con Dodd prigioniero). Quando sul posto sopraggiungono Lou e, in seguito, l'agente Ben, Ohanzee si è già dato alla fuga e si scopre che quelle di Peggy erano solo suggestioni, ma nel frattempo Ed muore dissanguato. Lou riporta quindi la donna in Minnesota, per poi ricongiungersi con la famiglia. La moglie Betsy si riprende, anche se sa ormai di avere poco tempo da vivere, mentre anche lo sceriffo Hank sopravvive dopo un intervento chirurgico. Hank e Lou concordano nel non menzionare nei loro rapporti la presenza di un disco volante durante la sparatoria.
Betsy, durante il lungo tempo in cui aveva perso conoscenza (probabilmente a causa degli effetti collaterali del farmaco sperimentale contro il cancro che stava assumendo), aveva avuto una serena visione del futuro in cui appaiono il marito, la figlia Molly con lo sposo Gus e la rispettiva figlia Greta. Betsy ha anche modo di chiedere al padre Hank cosa fossero gli strani disegni e gli indecifrabili simboli che aveva visto nel suo studio (nell'episodio "Sei stato tu? No, tu!"): si trattava di un utopistico tentativo da parte dello stesso Hank di inventare un linguaggio universale che potesse favorire il dialogo fra tutti gli uomini della terra, nell'intento di evitare guerre ed incomprensioni tra loro.
Ohanzee, per sfuggire alla polizia, decide di sottoporsi a un intervento di chirurgia plastica facciale, assumendo l'identità di Moses Tripoli, visto nella prima stagione come nuovo capomafia di Fargo, poi ucciso da Lorne Malvo. È quindi implicito che l'indoamericano darà vita a una propria organizzazione criminosa in cui entreranno a far parte Mr. Numbers e Mr. Wrench (presenti nella prima stagione di Fargo) che in questo episodio compaiono ancora ragazzini mentre giocano tra loro sotto gli occhi di Ohanzee.
Mike Milligan si prende il merito dello sterminio dei Gerhardt, tuttavia, scoprirà a malincuore che la tanto agognata promozione che lo aspetta lo vedrà assumere un banale lavoro amministrativo da scrivania.
- Guest star: Allison Tolman (Molly Solverson adulta), Joey King (Greta Grimly), Colin Hanks (Gus Grimly), Keith Carradine (Lou Solverson adulto), Cristin Milioti (Betsy Solverson), Bokeem Woodbine (Mike Milligan), Keir O'Donnell (Ben Schmidt), Ryan O'Nan (Ricky G), Michael Hogan (Otto Gerhardt), Rachel Keller (Simone Gerhardt), Zahn McClarnon (Ohanzee Dent), Angus Sampson (Bear Gerhardt).